# Бій за Савур-Могилу 12 червня 2014
Бій під Савур-Могилою 12 червня 2014 р. — перший бій між українськими військами та проросійськими бойовиками за Савур-Могилу, стратегічно важливий об'єкт в Донецькій області, в рамках літньої кампанії Антитерористичної операції на Сході України.

## Перебіг подій
Для оволодіння висотою українське командування Збройних сил України стягнуло підрозділи 79-ї окремої аеромобільної бригади та 3 полку спецпризначення.
Протистояв їм, за даними керівників сепаратистів, звідний підрозділ батальйону «Восток».
Близько 7 ранку українські військові вийшли на позиції для атаки. О 8 годині почалась артилерійська підготовка. Про присутність сепаратистів безпосередньо в районі обеліска інформації не було, тому що розвідка була проведена незадовільно. Колона техніки 79-ї окремої аеромобільної бригади (1-ша гаубична батарея і військовослужбовці з 2-го батальйону) та 3-го полку спецпризначення висунулася до висоти, щоб закріпитися на ній. Об 11-00 колона була раптово атакована у чистому полі на підступах до монументу.

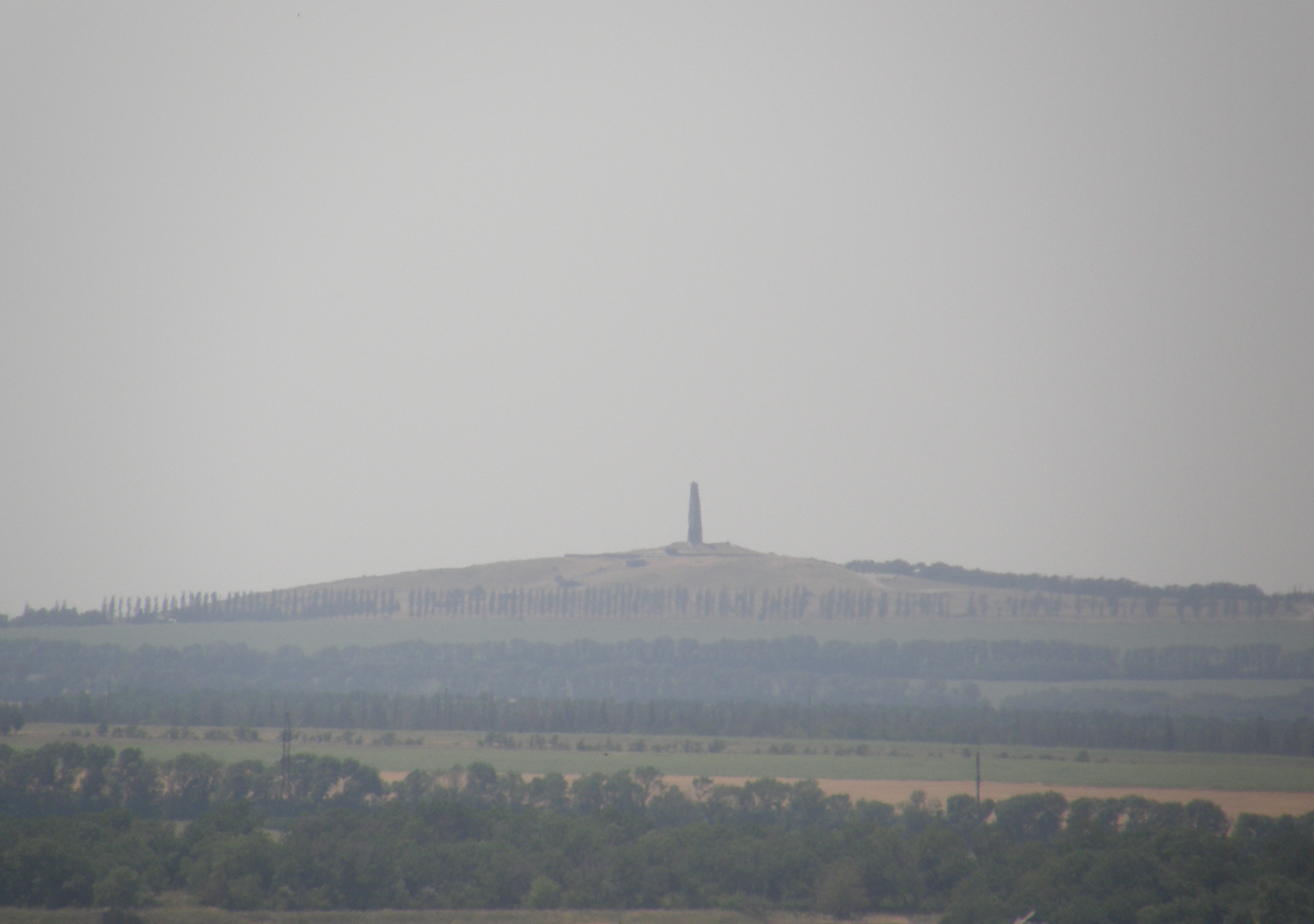
Панорама кургану Савур-могила в ракурсі з міста Сніжного Донецької області, що за 12 кілометрів на північ

За чотири години запеклого збройного протистояння підрозділам ЗСУ не вдалось оволодіти висотою. У ході бою українською стороною було також використано два гелікоптери, які завдали кілька потужних ударів сепаратистам. За деякими даними, атака гелікоптерів значно пошкодила два танки Т-64БВ, які в цей день вперше з початку конфлікту були доставлені з Росії для посилення проросійських угрупувань.
Послідовні атаки на позиції сепаратистів не дали результату, внаслідок чого українські десантники змушенні були відійти в район КПП «Маринівка».

## Втрати
У бою були поранені 23 військовослужбовців, 3 загинули. Серед полеглих — Євген Бурко, Сергій Татарінов та Сергій Шерстньов. Також, випадково опинилися в районі бою та загинули троє цивільних та був поранений підліток, якого разом з військовослужбовцями евакуювали на гелікоптері до шпиталю. Втрати сепаратистів невідомі.

## Наслідки
Надалі командуванням Збройних сил України було вирішено обійти цей об'єкт з півночі, аби вивести сили на лінію Дяково-Зеленопілля-Должанський. Мета — перекрити кордон з Росією і припинити неконтрольований рух людей та військової техніки через нього.
Надалі, впродовж липня-серпня, ЗСУ робили ще декілька спроб оволодіти Савур-Могилою.